# Kevin Korjus
 (avril 2016).
Kevin Korjus, né le 9 janvier 1993, est un pilote automobile estonien. Il participe en 2011 et 2012 aux Formula Renault 3.5 Series.

## Biographie
Après des débuts en karting, il suit la filière Renault en débutant en Formule Renault puis en évoluant en Formula Renault 3.5 Series.

## Palmarès
- Vice-champion de Formula Renault 2.0 Finlande en 2008
- 3e en Formula Renault 2.0 Nord Europe en 2008
- Champion d'Eurocup Formula Renault 2.0 en 2010
- 2eme au Renaud sport trophy-pro en 2016